# Sveinn Aron Guðjohnsen
Sveinn Aron Guðjohnsen, född 12 maj 1998, är en isländsk fotbollsspelare som spelar för Sarpsborg 08. Han spelar även för Islands landslag.

## Karriär
Den 14 augusti 2021 värvades Guðjohnsen av IF Elfsborg, där han skrev på ett 3,5-årskontrakt. Guðjohnsen gjorde allsvensk debut den 22 augusti 2021 i en 2–2-match mot Hammarby IF, där han blev inbytt i den 85:e minuten mot Frederik Holst. Den 13 september 2021 gjorde han sitt första allsvenska mål i en 4–2-vinst över BK Häcken. Den 24 oktober 2021 gjorde Guðjohnsen sin första match från start för Elfsborg och gjorde då två mål i en 3–0-seger över IK Sirius.

## Privatliv
Sveinn Aron Guðjohnsens far Eiður Guðjohnsen är isländska landslagets bästa målskytt genom tiderna. Hans farfar Arnór Guðjohnsen är också före detta landslagsspelare. Även yngre brodern Andri Guðjohnsen är fotbollsspelare.